# Noruega nos Jogos Olímpicos de Verão de 1988
A Noruega participou dos Jogos Olímpicos de Verão de 1988 em Seul, na Coreia do Sul. Conquistou duas medalhas de ouro, e três de prata, somando cinco no total. Ficou na vigésima primeira posição no ranking geral.